# Mistrzostwa Azji w Biegach Przełajowych 1991
1. Mistrzostwa Azji w Biegach Przełajowych – zawody lekkoatletyczne w przełajach, które odbyły się w marcu 1991 w japońskim mieście Fukuoka.

## Rezultaty

### Seniorzy
| Konkurencja:     | Złoto          | Wynik   | Srebro       | Wynik   | Brąz         | Wynik   |
| Bieg mężczyzn    | Shozo Shimoju  | 36:14   | Zhang Fukui  | 36:29   | Han Zongmin  | 36:33   |
| Drużyna mężczyzn | Japonia        | 10 pkt. | Chiny        | 14 pkt. | Katar        | 34 pkt. |
| Bieg kobiet      | Mun Gyong-ae   | 19:55   | Kim Ryon-sun | 20:02   | Kim Chun-mae | 20:02   |
| Drużyna kobiet   | Korea Północna | 6 pkt.  | Japonia      |         | Indie        |         |

### Juniorzy
| Konkurencja:          | Złoto             | Wynik  | Srebro            | Wynik   | Brąz             | Wynik   |
| Bieg na 8 km mężczyzn | Yasuyuki Watanabe | 24:22  | Kazuhiro Kawauchi | 24:27   | Takaomi Kawanami | 24:36   |
| Drużyna mężczyzn      | Japonia           | 6 pkt. | Korea Południowa  | 25 pkt. | Katar            | 26 pkt. |
| Bieg na 4 km kobiet   | Qu Yunxia         | 13:03  | Li?               | 13:06   | Azumi Miyazaki   | 13:09   |
| Drużyna kobiet        | Chiny             | 8 pkt. | Japonia           | 18 pkt. | Korea Północna   | 19 pkt. |